# 流動護理師
流動護理師（英語：circulating nurse），又稱巡回护士、巡迴護理師、周术期护士（perioperative nurse），是手术室内并没有进行刷手消毒的護理師，主要负责的工作是在外科手术时为刷手護理師提供术内所需的、無菌封闭包装的物品，如各种手术器械、无菌纱布、缝合线、药剂等。流動護理師因为是手术台无菌区外的主要助理人员，时常需要在手術室内和器械库房之间来回走動拿取医疗物品，故稱得名“流動”。

## 工作內容
流動護理師的工作包括與病房護理師交班、開無菌包的外包、在手術前、中、後與刷手護理師點清器械及紗布、協助刷手護理師與醫師穿著手術衣、協助麻醉團隊與手術團隊的聯繫、傳遞無菌物品給予刷手護理師以及維持無菌環境。